# Buguedra
Bouguedra (en árabe بوݣدرة) es una comuna marroquí, situada en la provincia de Safí, en la región de Marrakech-Safí.

## Geografía física

### Localización
Bouguedra se encuentra a 26 km al este de Safí y a 132 km al noroeste de Marrakech.

## Demografía
Según el último censo realizado por el Alto Comisionado de Planificación, Bouguedra tenía en el año 2014 una población total de 16 014 habitantes. De entre ellos, 1 948 habitantes se encuentran en áreas urbanas dentro de la comuna, mientras que 14 066 habitantes se encuentran en áreas rurales.

## Economía

### Empleo
La población activa está formada fundamentalmente por varones. El 83.6 % de los varones se encuentran empleados o en búsqueda de empleo, mientras que solo el 6.4 % de las mujeres buscan o disponen de empleo.
La tasa de desempleo se situaba en el año 2014 en el 8.2 %. Entre la población masculina, la tasa de desempleo se situaba en el 6 %, mientras que entre las mujeres esta tasa se incrementa hasta el 40.4 %.

## Transportes
Por Bouguedra pasa la carretera nacional N1, que atraviesa Marruecos de norte a sur, desde Tánger hasta Guerguerat. La carretera regional R204 conecta Bouguedra con Safí, la capital provincial, por el oeste, y por el este conecta con la carretera nacional N7.

## Abastecimiento
El 88.2 % de los hogares dispone de electricidad, mientras que solo el 10.6 % dispone de agua corriente y el 6.9 % cuenta con conexión a una red de alcantarillado público.

## Educación
La tasa de analfabetismo se sitúa en Bouguedra en el 46.2 %. Existe una importante diferencia entre la población masculina y la femenina. El 33.1 % de los varones no saben leer ni escribir, mientras que en el caso de las mujeres este porcentaje sube al 60.8 %.
La tasa de escolarización entre los niños de 7 a 12 años se sitúa en el 92.1 %. En este caso la diferencia entre varones y mujeres es reducida: un 94.2 % entre los niños y un 89.7 % entre las niñas.